# 車斯忠
車 斯忠（くるま つなただ）は、戦国時代から安土桃山時代にかけての武将。佐竹氏の家臣。常陸国車城主。車丹波の名で知られる。

## 出自
文明17年（1485年）、岩城常隆が車城を攻め、岩崎二階堂氏系の車氏の一族である砥上某を滅ぼした。常隆は弟・隆景（好間三郎）を車城に配し、佐竹氏領侵攻のための拠点とした。この隆景が車氏（岩城氏系車氏）を称した。斯忠はその隆景の曾孫にあたる。

## 略歴
常陸車城主・車兵部大輔義秀の子として誕生。佐竹北家4代当主・佐竹義斯から偏諱を受けたと思われる。
父・義秀は岩城氏の対佐竹氏最前線として抗していたが、後に佐竹氏に降り、斯忠は半ば人質同然として佐竹義重に仕える。義重に重用され次第に側近として力を持つようになったと思われる。元亀2年（1571年）7月、同じく側近として佐竹氏を支えていた和田昭為が白河結城氏の下に逃亡して以降は智謀を武器に多くの外交工作を行った。また武勇にも優れていたが、反面民政面では不手際が多く、そのことで城主の任を解かれ、一時追放されたこともあったと伝わる。そのため岩城氏に属して伊達氏との戦に在陣していた記録も残っている。
慶長5年（1600年）の徳川家康の会津征伐を前にして佐竹氏を離れて、上杉景勝の下で陸奥国福島城・梁川城に在番しているが、これは名目上中立の立場をとる佐竹氏が上杉氏に助力するために、反徳川の急先鋒であった斯忠を送り込んだものとも言われている。同年の関ヶ原の戦いの後に佐竹氏に復帰するが、戦後仕置きにおいて常陸水戸54万石から出羽国秋田18万石への移封に反発。徹底抗戦を唱え、妹婿の大窪久光や馬場政直（佐竹基親の子）らと水戸城奪還を企てるものの失敗して、捕らえられ、慶長7年7月（1602年8月）に磔刑に処せられた。

## 逸話
咳をしたため発見され捕らえられたと伝わっており、そのためか捕らえられた場所（車塚）で「咳の神様」を祭っている。幕末時代に吉田松陰が水戸に訪れた時、車塚に通りかかり、この話に深く感動したという。また、近くには吉田城跡があり、佐竹氏時代の車丹波守の居館と推定される。
なお、嫡男（弟とも）の善七郎は、江戸浅草の非人頭「車善七」の初代であるという説がある。

## 関連作品
小説
- 『叛旗兵』（1976年 - 山田風太郎）
- 『慶長太平記』（半村良）